# Pagurapseudes dactylifrons
Pagurapseudes dactylifrons är en kräftdjursart som först beskrevs av Mihai Bacescu 1976.  Pagurapseudes dactylifrons ingår i släktet Pagurapseudes och familjen Pagurapseudidae. Inga underarter finns listade i Catalogue of Life.